# 俄罗斯联邦公众院
俄罗斯联邦公众院（俄语：Общественная палата Российской Федерации）是2005年俄罗斯成立的一个协商机构，议员任期三年，负责分析立法草案并监督俄罗斯议会和其他政府机构的活动。

## 历史
2004年9月13日，俄罗斯总统弗拉基米尔·普京建议成立俄罗斯联邦公众院。
其成立法案于2005年3月16日获得国家杜马批准，3月23日获得俄罗斯联邦委员会批准，4月4日由总统签署，于4月7日公布，并于7月1日生效。普京任命了其中的42名议员，剩下的陆续由选举产生。